# 参孙和大利拉 (范戴克，1630年)

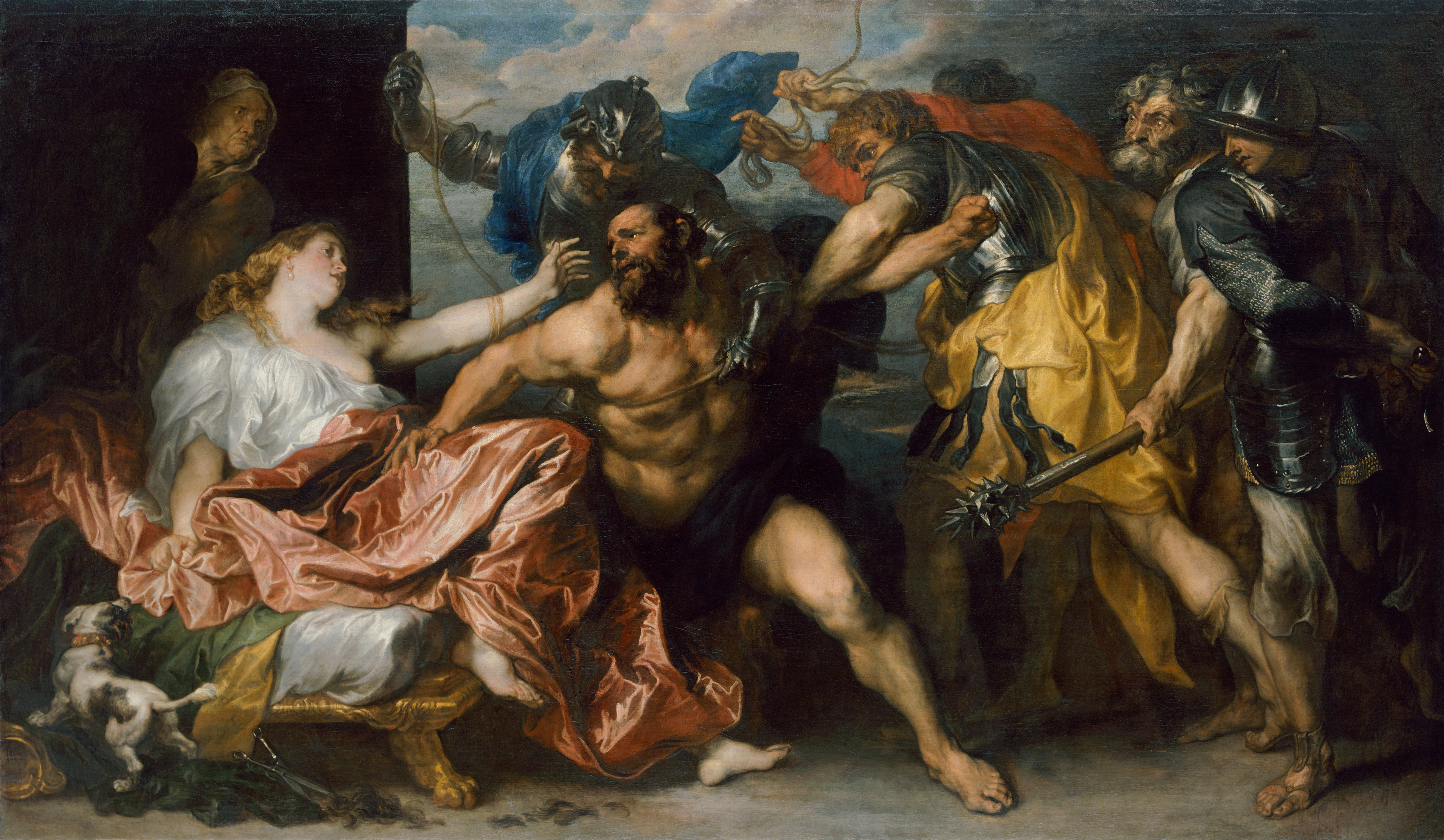
参孙和大利拉

《参孙和大利拉》是安东尼·范戴克的一幅画作，绘制于1630 年。与他的1620 版本的主题一样，均深受其导师彼得保罗鲁本斯风格的影响。然而与鲁本斯不同的是，这幅画中的大利拉似乎对自己的背叛感到后悔，而在鲁本斯的作品中，将她描绘成肆无忌惮的诱惑者。 作品中色彩的运用，显示出范戴克在意大利逗留期间提香的影响。这幅画现藏于维也纳的艺术史博物馆。